# Mallonia albosignata
Mallonia albosignata là một loài bọ cánh cứng trong họ Cerambycidae.